# Paul de Saint-Victor
Paul Bins, conte de Saint-Victor, meglio conosciuto semplicemente come Paul de Saint-Victor (Parigi, 11 luglio 1827 – Parigi, 9 luglio 1881), è stato un giornalista, saggista e critico letterario, teatrale e d'arte francese.

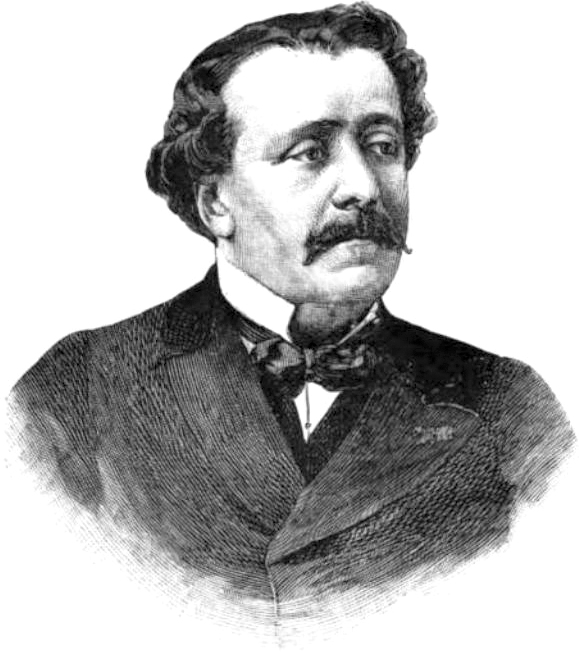
Paul de Saint-Victor

Figlio del poeta e giornalista Jacques Bins, conte di Saint-Victor, rinunciò ad utilizzare il suo titolo nobiliare per affermare i suoi principi democratici. Cominciò la sua carriera di critico al Pays nel 1851; quattro anni dopo prese il posto di Théophile Gautier a La Presse. Nel 1866 si trasferì a Liberté, e tre anni più tardi entrò nella redazione di Le Moniteur universel.
Nel 1870, durante gli ultimi giorni del Secondo Impero francese fu nominato ispettore generale per le belle arti.
Quasi tutte le sue opere in volume sono raccolte di articoli, come la sua opera più nota, Hommes et dieux (1867). La sua morte interruppe la stesura di Les deux masques, opera in cui l'autore intendeva analizzare l'intera letteratura drammatica dell'antichità e dei tempi moderni.